# Campionati asiatici di badminton 2015
I Campionati asiatici di badminton 2015 si sono svolti a Wuhan, in Cina, dal 21 al 26 aprile. È stata la 34ª edizione del torneo, organizzato dalla Badminton Asia.

## Podi
| Evento              | Oro                           | Argento                        | Bronzo                            |
| Singolare maschile  | Lin Dan                       | Tian Houwei                    | Chen Long                         |
| Singolare maschile  | Lin Dan                       | Tian Houwei                    | Wang Zhengming                    |
| Singolare femminile | Ratchanok Intanon             | Li Xuerui                      | Tai Tzu-ying                      |
| Singolare femminile | Ratchanok Intanon             | Li Xuerui                      | Wang Yihan                        |
| Doppio maschile     | Lee Yong-dae Yoo Yeon-seong   | Mohammad Ahsan Hendra Setiawan | Cai Yun Lu Kai                    |
| Doppio maschile     | Lee Yong-dae Yoo Yeon-seong   | Mohammad Ahsan Hendra Setiawan | Kim Gi-jung Kim Sa-rang           |
| Doppio femminile    | Ma Jin Tang Yuanting          | Wang Xiaoli Yu Yang            | Misaki Matsutomo Ayaka Takahashi  |
| Doppio femminile    | Ma Jin Tang Yuanting          | Wang Xiaoli Yu Yang            | Luo Ying Luo Yu                   |
| Doppio misto        | Tontowi Ahmad Liliyana Natsir | Lee Chun Hei Chau Hoi Wah      | Xu Chen Ma Jin                    |
| Doppio misto        | Tontowi Ahmad Liliyana Natsir | Lee Chun Hei Chau Hoi Wah      | Kenichi Hayakawa Misaki Matsutomo |